# Calonectria spathiphylli
Calonectria spathiphylli är en svampart som beskrevs av El-Gholl, J.Y. Uchida, Alfenas, T.S. Schub., Alfieri & A.R. Chase 1992. Calonectria spathiphylli ingår i släktet Calonectria och familjen Nectriaceae.   Inga underarter finns listade i Catalogue of Life.